# Satakunta
Satakunta (Satakunda en suec) és una regió (maakunta/landskap) de Finlàndia compresa a l'antiga província de Finlàndia Occidental. La traducció del nom vol dir centenars i antigament aquesta regió era bastant més gran del que és actualment. La ciutat més important és Pori.

## Municipis
La regió de Satakunta està dividida en 19 municipis.
| - Eura - Eurajoki - Harjavalta - Honkajoki - Huittinen - Jämijärvi - Kankaanpää | - Karvia - Kokemäki - Köyliö - Luvia - Merikarvia - Nakkila - Pomarkku | - Pori - Rauma - Siikainen - Säkylä - Ulvila |